# Pierrevert
Pierrevert is een gemeente in het Franse departement Alpes-de-Haute-Provence (regio Provence-Alpes-Côte d'Azur). De gemeente telde 3.943 inwoners op 1 januari 2022. De plaats maakt deel uit van het arrondissement Forcalquier.
In 2014 telde de gemeente 450 ha aan wijngaarden. Coteaux de Pierrevert is een beschermde oorsprongsbenaming.

## Geschiedenis

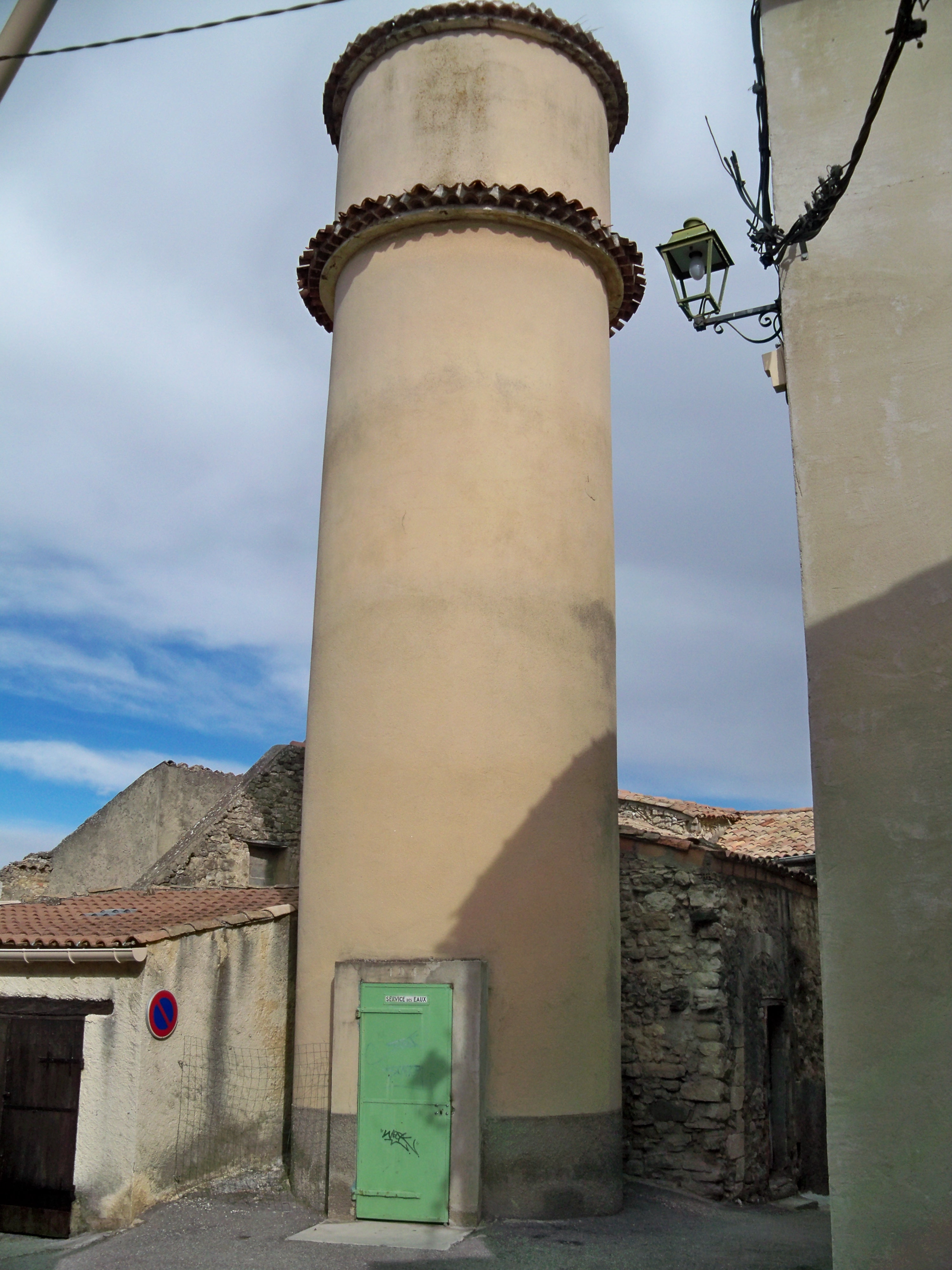
Watertoren

Pierrevert werd voor het eerst vermeld in de 12e eeuw. In die periode werd een feodaal kasteel gebouwd in Pierrevert, dat afhing van de graven van Forcalquier. Er waren ook twee priorijen, Sainte-Marie du Bosquet dat afhing van de Abdij Saint-Victor in Marseille en Saint-Pierre dat afhing van de Abdij Saint-André in Villeneuve-lès-Avignon. Pierrevert kreeg een stadsmuur met daarin vier poorten.
Pierrevert heeft in het verleden steeds te maken gehad met watertekorten. De plaats ligt niet aan een rivier en er liggen maar enkele bronnen rond het oude centrum. Al in de 16e eeuw werden waterleidingen aangelegd om bronwater naar het dorp te leiden. In 1949 werd een watertoren gebouwd. In 1953 moest tijdens een zware droogte de gemeente bevoorraad worden met tankwagens. In de jaren 1980 werd een waterreservoir aangelegd in Saint-Veran om de hoger gelegen delen van de gemeente van water te voorzien.
In de streek vinden regelmatig aardbevingen plaats. Een zware aardbeving vond plaats in 1708 en er waren ook enkele in de 19e eeuw.
Traditioneel waren er veel boomgaarden in Pierrevert dat bekend was voor zijn perziken. Vanaf de jaren 1920 werd de wijnbouw belangrijker. Na de Tweede Wereldoorlog kende de gemeente een sterke bevolkingsgroei en het bebouwd gebied breidde zich uit tot de Colline de Saint-Michel en La Pinède. Het CEA Cadarache, een onderzoeksinstituut van de overheid, was belangrijk voor de economische groei van de gemeente.

## Geografie
De oppervlakte van Pierrevert bedroeg op 1 januari 2022 27,9 vierkante kilometer; de bevolkingsdichtheid was toen 141,3 inwoners per km².
De onderstaande kaart toont de ligging van Pierrevert met de belangrijkste infrastructuur en aangrenzende gemeenten.

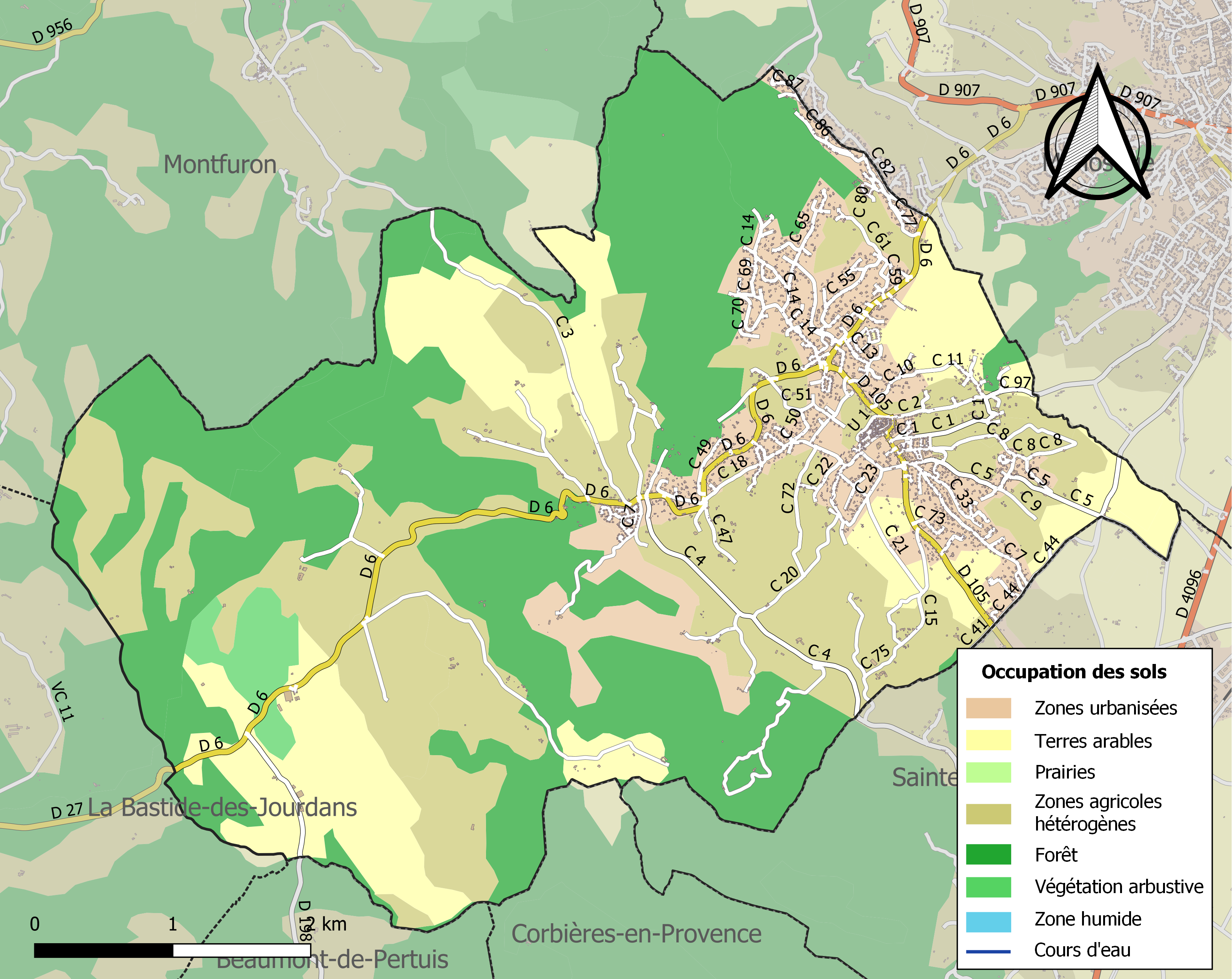

## Demografie
In 1860 telde de gemeente nog 813 inwoners. Zoals op de meeste plaatsen in het departement volgde daarna een grote uittocht. In 1945 waren er nog maar 347 inwoners. Daarna volgde een gestage bevolkingsgroei.
Onderstaande figuur toont het verloop van het inwonertal (bron: INSEE-tellingen).
Vanwege een beveiligingsprobleem met de MediaWiki Graph-software is het momenteel niet mogelijk deze grafiek weer te geven. Zodra de software is bijgewerkt zal de grafiek vanzelf weer zichtbaar worden.

## Bezienswaardigheden
- Portail Saint-Joseph, de enige overgebleven stadspoort, gebouwd in 1701
- Église Saint-Pierre (12e-13 eeuw en vergroot in de 18e-19e eeuw)
- Chapelle Sainte-Marguerite
- Chapelle Saint-Patrice (14e eeuw)[3]

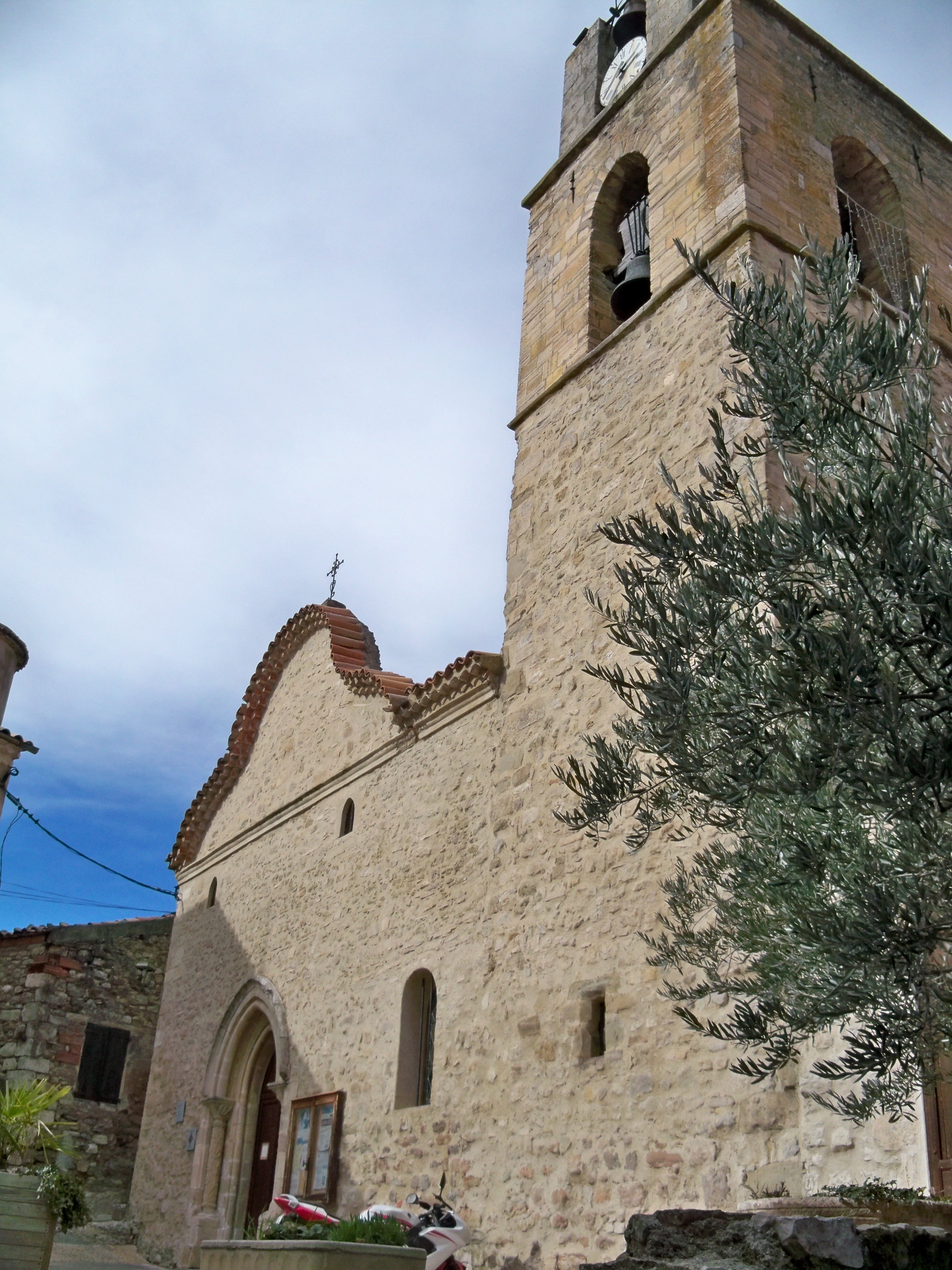
Église Saint-Pierre
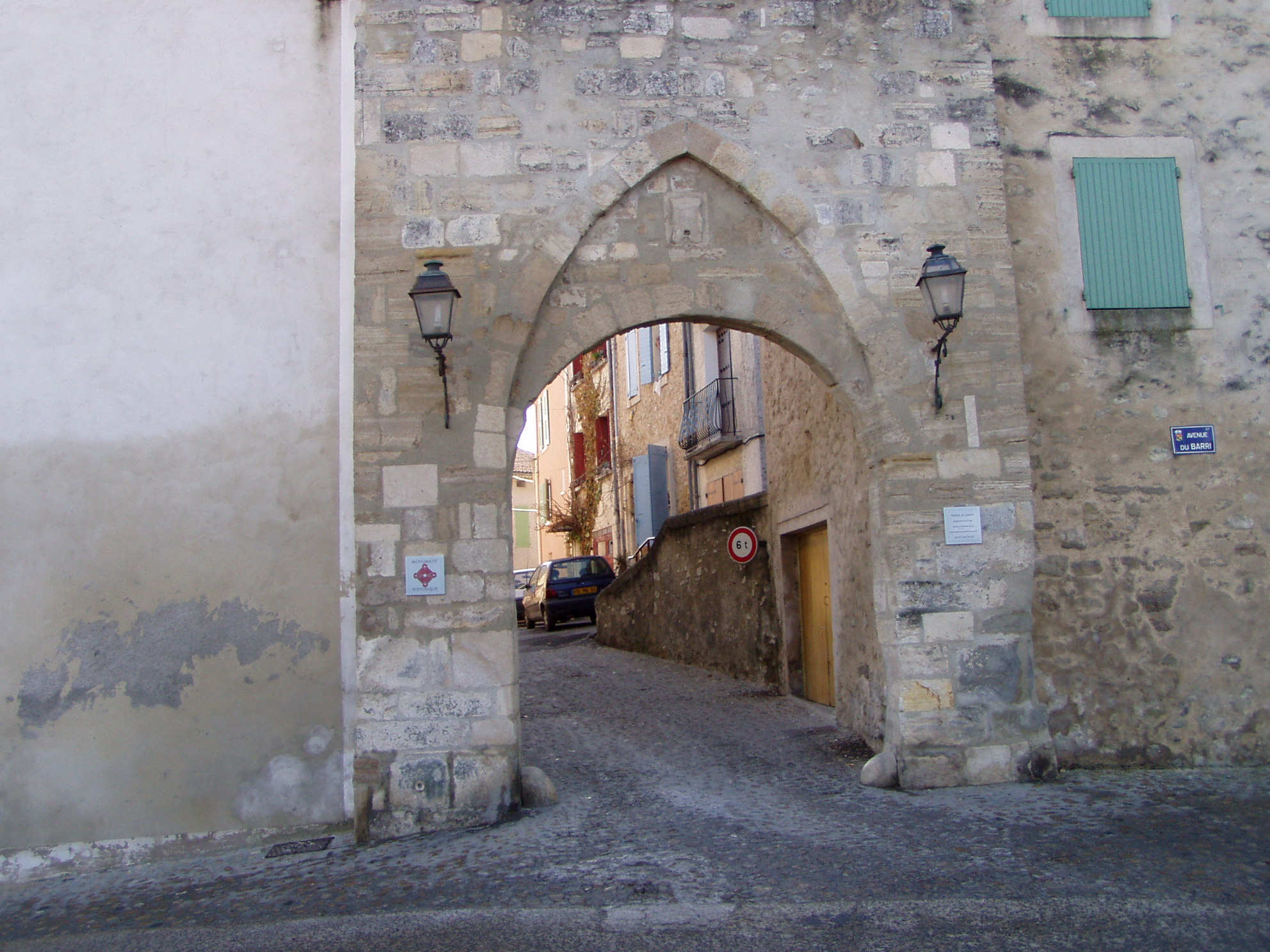
Portail Saint-Joseph
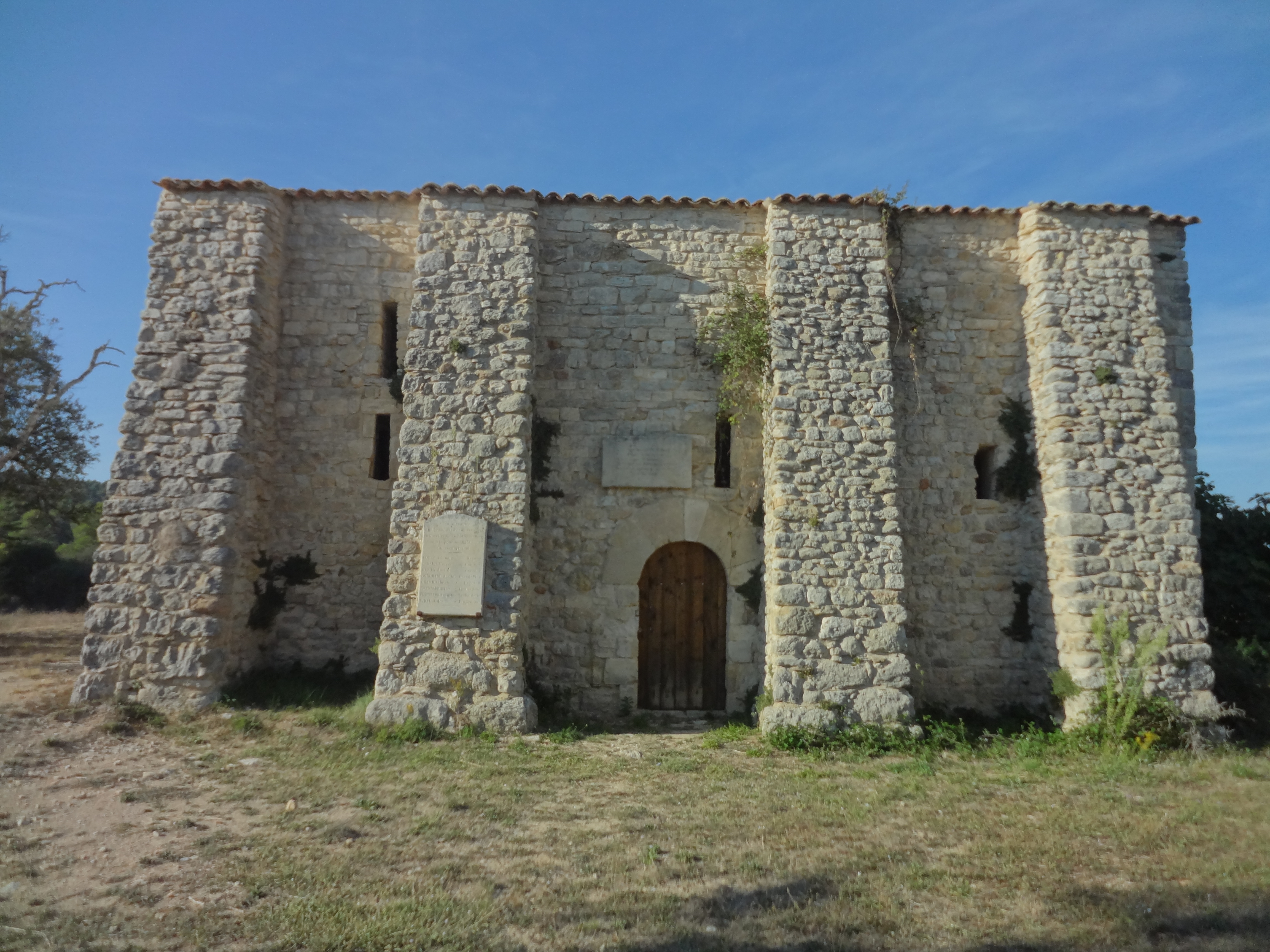
Chapelle Sainte-Marguerite
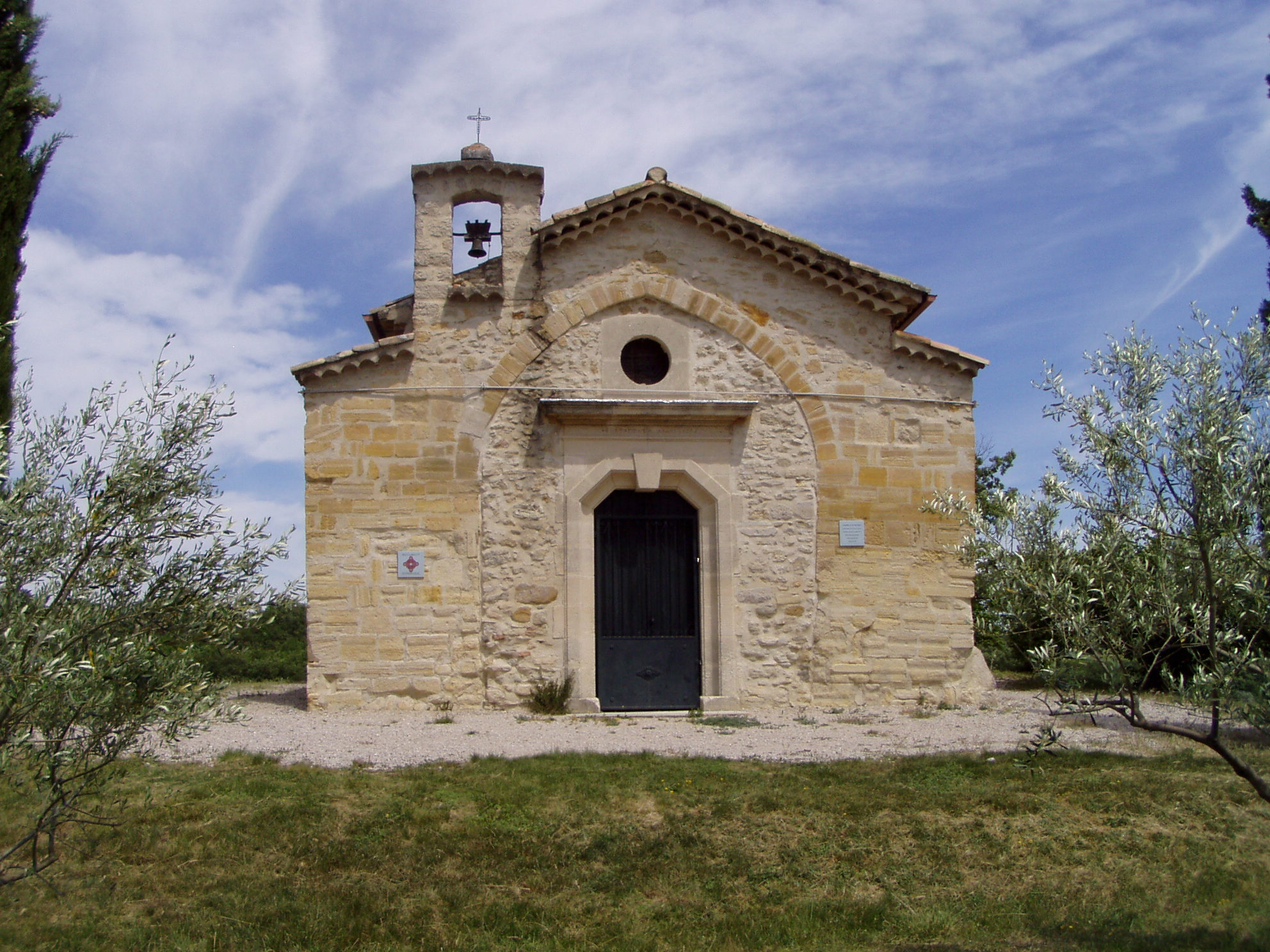
Chapelle Saint-Patrice
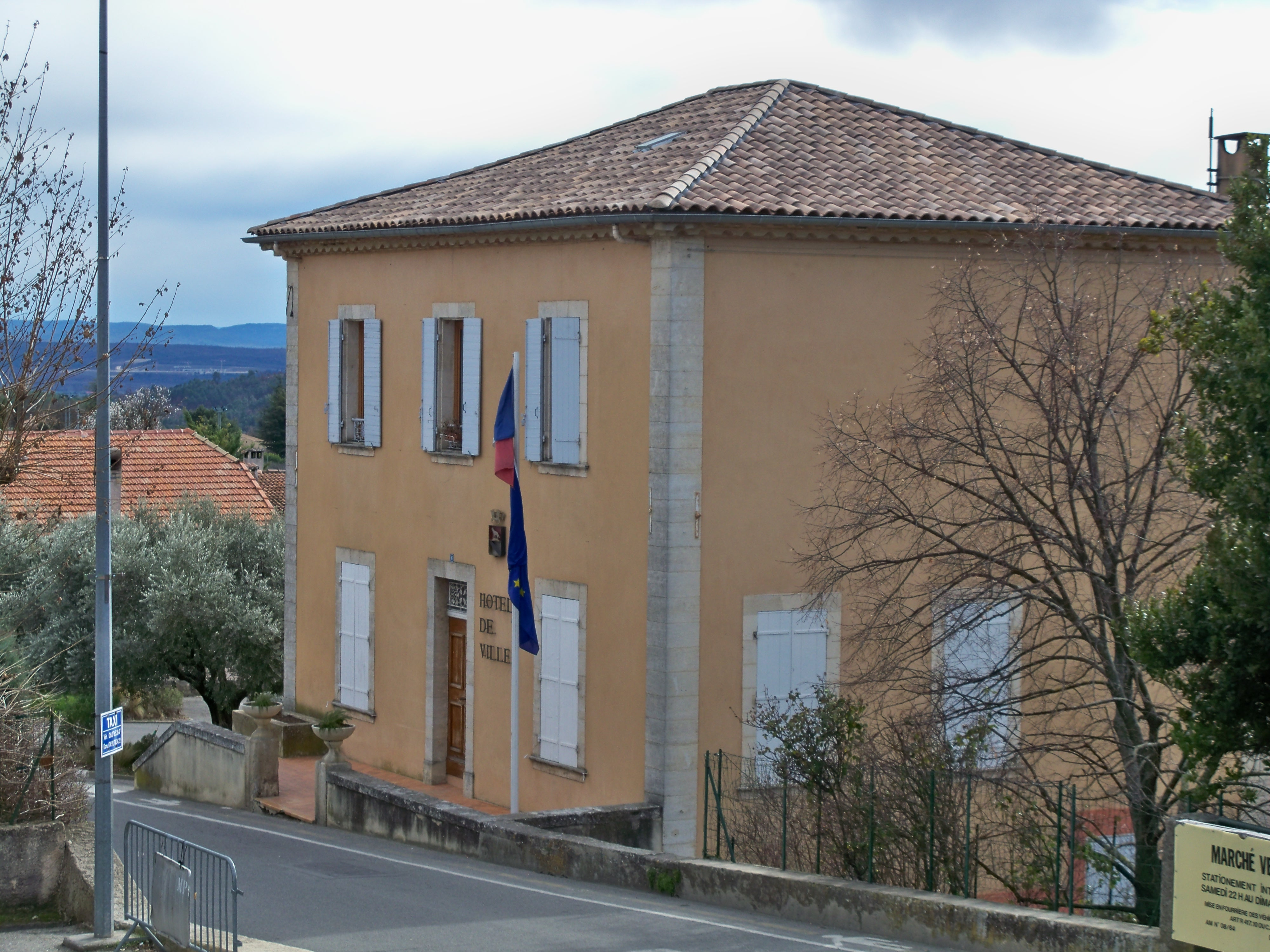
Gemeentehuis

## Geboren
- Louis Nicolas Balthasar de Bernier (1726-1792), militair
- Antoine Melchior Balthasar de Bernier (1753-1782), militair
- Eugène Charbonnier (1821-1878), missiebisschop